# برام فن دن دریس
برام ون دِن دِریس (انگلیسی: Bram Van den Dries؛ (زادهٔ ۱۴ اوت ۱۹۸۹) بازیکن والیبال اهل بلژیک، عضو تیم ملی والیبال بلژیک و باشگاه پیانگو است.